# 544 v. Chr.
Portal Geschichte | Portal Biografien | Aktuelle Ereignisse | Jahreskalender | Tagesartikel

◄ |
7. Jahrhundert v. Chr. |
6. Jahrhundert v. Chr. |
5. Jahrhundert v. Chr. |
►

◄ | 560er v. Chr. | 550er v. Chr. | 540er v. Chr. | 530er v. Chr. |
520er v. Chr. |
►

◄◄ | ◄ | 547 v. Chr. | 546 v. Chr. | 545 v. Chr. | 544 v. Chr. |
543 v. Chr. |
542 v. Chr. |
541 v. Chr. |
► |
►►

## Ereignisse
- Gemäß der Glas-Palast-Chronik wird die Stadt Sri Ksetra gegründet.
- Im babylonischen Kalender fällt das babylonische Neujahr des 1. Nisannu auf den 22.–23. März[1]; der Vollmond im Nisannu auf den 5.–6. April[1] und der 1. Tašritu auf den 15.–16. September[1].[2]

## Geboren
- um 544 v. Chr.: Sunzi, chinesischer General, Militärstratege und Philosoph († um 496 v. Chr.)

## Gestorben
- nach traditioneller bzw. unkorrigierter buddhistischer Überlieferung das mögliche Todesjahr von Siddhartha Gautama, damit beginnt die traditionelle Buddhistische Zeitrechnung.